# Daniel Dumitrescu
Daniel Dumitrescu (* 23. September 1968 in Bukarest) ist ein ehemaliger rumänischer Boxer. Er gewann bei den Olympischen Spielen 1988 die Silbermedaille im Federgewicht.

## Amateurkarriere
Daniel Dumitrescu wurde 1984 Rumänischer Juniorenmeister im Fliegengewicht und 1986 Rumänischer Juniorenmeister im Federgewicht Er war Viertelfinalist der Junioren-Weltmeisterschaften 1985 in Bukarest und gewann eine Bronzemedaille im Federgewicht bei den Junioren-Europameisterschaften 1986 in Kopenhagen.
Bei den Erwachsenen wurde er 1987 Rumänischer Meister im Federgewicht und war Viertelfinalist der Europameisterschaften 1987 in Turin.
1988 wurde er erneut Rumänischer Meister im Federgewicht, und gewann die internationalen Turniere Golden Belt in Bukarest und Ahmet Cömert in Istanbul was ihm die Teilnahme an den Olympischen Spielen 1988 in Seoul sicherte. Dort besiegte er Anthony Konyegwachie, Wataru Yamada, Wanchai Pongsri, Regilio Tuur und Lee Jae-hyuk, unterlag im Finale gegen Giovanni Parisi und gewann damit die olympische Silbermedaille im Federgewicht.
Eine weitere Silbermedaille, diesmal im Leichtgewicht, gewann er bei den Europameisterschaften 1989 in Athen, nach einer Niederlage im Finale gegen Kostya Tszyu. Im Anschluss hielt er sich rund ein Jahr in Deutschland auf und boxte dort für TSV Bayer 04 Leverkusen in der 1. Bundesliga. Er wurde vom damaligen Chef-Trainer in Leverkusen Valentin Silaghi geholt und trainierte auch ein Jahr bei ihm.
Durch das Erreichen des Finales bei der europäischen Olympiaqualifikation im französischen Berck qualifizierte er sich zur Teilnahme an den Olympischen Spielen 1992 in Barcelona, wo er im Viertelfinale gegen Ramaz Paliani auf einem fünften Platz ausschied.

## Profikarriere
Von April 1993 bis August 1997 bestritt er neun Profikämpfe in Rumänien und Frankreich, von denen er sieben gewann. Am 18. Dezember 1994 gewann er den Rumänischen Meistertitel im Leichtgewicht durch einen Punktsieg gegen Gheorghe Ghicean.